# Stig Lommer
Stig Lommer (19 de junio de 1907 – 28 de junio de 1976) fue artista teatral de nacionalidad danesa, que trabajó, entre otros puestos, como actor, guionista, director y escenógrafo. Se hizo especialmente famoso como director de revista desde mediados de los años 1930 a mediados de los 1960, obteniendo muchos actores de la época grandes avances en sus carreras bajo su dirección. Entre esos actores destacan Kjeld Petersen y Dirch Passer – formando la pareja cómica Kellerdirk Bros –, así como Jørgen Ryg y Preben Kaas. Mediada la década de 1950 introdujo un coro femenino llamado "Lommerpiger", en el cual varias conocidas actrices iniciaron sus carreras, entre ellas Daimi Gentle, Lone Hertz y Helle Hertz.

## Biografía
Nacido en Copenhague, Dinamarca, sus padres eran el tesorero bancario Hans Christian Reinholdt Lommer y su esposa, Olivia Margrethe Vilhelmine Lommer. Lommer se casó en 1930 con Norma Verona Bagger. Mantuvo una relación sentimental con Lone Hertz, con la cual tuvo a su hijo, el actor Steen Stig Lommer.
Tras graduarse en 1925, Stig Lommer debutó como actor en la Studenterrevyen en 1926. En los años siguientes se le pudo ver en diferentes teatros, alternando la actuación con el dibujo y la pintura escénica.
En 1935 fue director de la Hornbækrevyen, en la que también actuó. Después trabajó como director en numerosos teatros, sobre todo el ABC Teatret a partir de 1949, su local de referencia, en el cual consiguió las mejores revistas de su trayectoria.
Además de su faceta teatral, Lommer también hizo algunas actuaciones cinematográficas.
Stig Lommer falleció en Skagen, Dinamarca, en el año 1976. Fue enterrado en el Cementerio Solbjerg Parkkirkegård.

## Revistas

### Locales de revista
- A.B.C. revyerne 1949, 1956, 1961, 1962, 1963
- Betty Nansen Teatret 1936, 1937, 1938
- Cirkusrevyen, 1955
- Dagmar Revyen 1928
- Helsingør-Revyen 1931, 1933, 1934
- Hornbæk Revyen 1935, 1936, 1942, 1943, 1947
- Marienlyst - Helsingør 1948
- Nykøbing F. Revyen 1939
- Rialto 1945
- Scala Teater 1927
- Studenterforeningens revy 1925, 1926, 1927, 1932
- Tivoli Revyen 1941, 1949, 1954

### Director, escenógrafo y otros puestos
- 1935 : Hornbæk Revyen - Director
- 1935 : Apollo Revyen - Decorador
- 1936 : Hornbæk Revyen - Decorador, director
- 1936 : Bar Nyt-Revyen - Director
- 1937 : Stig Lommer revyen - Escenógrafo, director, decorador
- 1938 : Apollo Revyen - Decorador
- 1940 : Sommerrevyen 1960 - Decorador
- 1940 : Apollo Revyen - Decorador
- 1941 : En buket kvinder - Director
- 1942 : Hornbæk Revyen - Director
- 1943 : Hornbæk Revyen - Director, decorador, escenógrafo
- 1944 : Hornbæk Revyen - Escenógrafo, director
- 1945 : Tivoli-Revyen - Escenógrafo
- 1946 : Tivoli-Revyen - Escenógrafo
- 1948 : Stig Lommer revyen - Escenógrafo
- 1948 : Sommerrevyen 1948 - Decorador
- 1950 : Forargelsens sommerhus - Escenógrafo
- 1950 : Hornbæk Revyen - Director
- 1950 : Forargelsens vershus - Escenógrafo, director
- 1951 : Hornbæk Revyen - Hønsegården - Director
- 1951 : - Så går karrusellen - Escenógrafo
- 1951 : Har vi det ikke dejligt - Escenógrafo, director
- 1952 : ABCDecameron - Escenógrafo
- 1952 : Mestersangeren i Revyenberg - Director, escenógrafo
- 1952 : Slap af - Decorador, director
- 1953 : Dagmar Revyen - Director, escenógrafo
- 1953 : Knojern, konjak og kærlighed - Escenógrafo, director
- 1954 : Evergreens - Director
- 1954 : Juleknas - Director
- 1955 : Cirkusrevyen - Escenógrafo
- 1955 : Kiss me goodnight - Director
- 1955 : Det lille A.B.C. hus - Director, escenógrafo, escritor
- 1955 : Paris-København - Escenógrafo
- 1955 : A.B.C. revy 55 - Director, escenógrafo
- 1956 : ABC for viderekomne - Escenógrafo, director
- 1956 : Knaldperler - Escenógrafo
- 1956 : Saad´n sat - Escenógrafo, director
- 1957 : På slap line - Director, escenógrafo
- 1957 : Ska' vi sofa eller hva' eller... - Director
- 1958 : Den nyeste i byen - Escenógrafo
- 1958 : Spræl, sprællemand, spræl - Escenógrafo
- 1958 : Sjov, sjovere, sjovest - Escenógrafo
- 1961 : Værs'go og skyl - Director, escenógrafo
- 1961 : Værs'go og skyl. Anden skylle. - Director, escenógrafo
- 1962 : Holder De af Brams, Passer og Petersen? - Director
- 1962 : I al fjendtskabelighed - Escenógrafo
- 1962 : Lige i øjet - Escenógrafo, director
- 1963 : A.B.C. revy - Director
- 1964 : Hvordan man bliver til grin uden selv at - Escenógrafo, director
- 1965 : Goodbye to all that - Escenógrafo
- 1967 : Gris på gaflen - Director
- 1975 : Stig på - Escritor, decorador, director, escenógrafo